# Marco de Laat
Marco de Laat (Breda, 28 oktober 1972) is een Nederlands oud-profvoetballer. Hij speelde betaald voetbal bij achtereenvolgens PSV, Helmond Sport, VVV en Dordrecht '90.
De Laat begon met voetballen bij de Bredase amateurclub SV Advendo. Hij debuteerde in het betaald voetbal op 19 december 1992. In de wedstrijd PSV - Vitesse (1-0) viel hij aan de kant van de Eindhovenaren in voor Juul Ellerman. Zijn laatste wedstrijd was op 8 november 1997, thuis met Dordrecht '90 tegen Eindhoven (0-0).

## Profstatistieken
| Seizoen | Club          | Land      | Competitie     | Duels | Goals |
| ------- | ------------- | --------- | -------------- | ----- | ----- |
| 1992/93 | PSV           | Nederland | Eredivisie     | 1     | 0     |
| 1993/94 | Helmond Sport | Nederland | Eerste divisie | 28    | 4     |
| 1994/95 | VVV           | Nederland | Eerste divisie | 5     | 0     |
| 1996/97 | Dordrecht '90 | Nederland | Eerste divisie | 27    | 3     |
| 1997/98 | Dordrecht '90 | Nederland | Eerste divisie | 5     | 0     |
| Totaal  | Totaal        | Totaal    | Totaal         | 66    | 7     |